# Rury Wizytkowskie (gromada)
Rury Wizytkowskie – dawna gromada (najmniejsza jednostka podziału terytorialnego Polskiej Rzeczypospolitej Ludowej w latach 1954–72) z siedzibą GRN w Rurach Wizytkowskich. 
Gromady, w których gromadzkie rady narodowe (GRN) były organami władzy najniższego stopnia na wsi, funkcjonowały od reformy reorganizującej administrację wiejską przeprowadzonej jesienią 1954 do momentu ich zniesienia z dniem 1 stycznia 1973, tym samym wypierając organizację gminną w latach 1954–1972.
Gromadę Rury Wizytkowskie z siedzibą GRN w Rurach Wizytkowskich (obecnie część dzielnicy Rury w Lublinie) utworzono – jako jedną z 8759 gromad na obszarze Polski – w powiecie lubelskim w woj. lubelskim na mocy uchwały nr 12 WRN w Lublinie z dnia 5 października 1954. W skład jednostki weszły obszary dotychczasowych gromad Rury Wizytkowskie, Rury Bonifraterskie i Rury Jezuickie ze zniesionej gminy Konopnica oraz obszar dotychczasowej gromady Majdan Wrotkowski ze zniesionej gminy Zemborzyce w tymże powiecie. Dla gromady ustalono 27 członków gromadzkiej rady narodowej.
1 stycznia 1959 gromadę Rury Wizytkowskie zniesiono, włączając jej obszar do Lublina, miasta na prawach powiatu w tymże województwie.